# Guillem Montagut Marqués
Guillem Montagut i Marqués (Matadepera, 6 de novembre del 1970) és un polític català, alcalde de Matadepera des del 2023.

## Biografia
Montagut va viure fins als 20 anys a Can Solà del Racó. Va formar-se com a tècnic agropecuari i tècnic agroalimentari a Caldes de Montbui. Des del 1992 es dedica al sector serveis.
Ha estat vinculat des de jove a grups i associacions locals. El 1990 va fundar i entrar als Bombers Voluntaris de Matadepera, i va ser-ne el cap del 2000 al 2007. Des dels 15 anys ha col·laborat amb l'Agrupació de Defensa Forestal. Ha estat vinculat als Amics del Teatre de Matadepera, i del 2018 al 2022 va ser president de la Germandat de Sant Sebastià.

## Trajectòria política
El 2022 va crear la plataforma veïnal Som Matadepera. Des de l'entitat va impulsar accions com recollides de signatures per ampliar les places d'educació infantil al municipi, reclamacions per millorar el servei d'aigua o peticions per l'ampliació de l'atenció pediàtrica al CAP de Matadepera.
El mes de gener del 2023, l'entitat va anunciar que es presentaria a les eleccions municipals com a agrupació d'electors, amb Montagut com a alcaldable, i acompanyat, segons el partit, de persones "de tots els barris i edats" de Matadepera. Entre les prioritats que marcava la candidatura, hi havia la millora de la mobilitat, l'acostament a la independència energètica, el reforç de les instal·lacions esportives, la dinamització de l'economia local, la seguretat, l'accés a l'habitatge i la promoció de l'oci.
A les eleccions del 28 de maig, la candidatura va guanyar les eleccions, superant Junts, Suma't Matadepera i Esquerra Republicana. L'agrupació va obtenir 1.464 vots, el 34,23% dels vots vàlids, i cinc regidors. El 17 de juny, al ple d'investidura, Montagut va ser escollit nou alcalde de Matadepera amb el suport dels regidors de la seva candidatura i el de la regidora d'Esquerra Republicana de Catalunya. El mes de juliol va signar un acord per governar conjuntament amb ERC i amb Junts.